# Опсада Рима (549—550)
Опсада Рима (549—550) представља трећи покушај Острогота да од Византије преотму италијанску престоницу.

## Увод
Остроготи губе Рим на самом почетку готског рата. Прва опсада Рима завршена је неуспехом, а краљ Тотила је 546. године успео да освоји град. Међутим, Велизар осваја Рим већ следеће године. За трећу офанзиву Тотила се далеко боље припремио. Искористио је одсуство Велизара кога је цар Јустинијан позвао у Цариград.

## Опсада
Тотила је 549. године опсео град. Није се упустио у дуректан напад већ је стрпљиво чекао да Византинци потроше залихе хране. Након скоро годину дана, бранитељима града је понудио да, у замену за храну отворе градске капије. Део гарнизона је пристао, те су Остроготи лако ушли у град. Тотила је извршио масакр над византијским официрима и племством, али је дао изричиту намеру да се поштеде жене. Део градских племића који су избегли је похватао у унапред спремљеним заседама. Командант гарнизона Диоген успео је да побегне. За Тотилу је овај успех представљао Пирову победу јер је само четири година раније разорио град и лишио га највећег дела становништва. Због тога је Тотила наредио да се у град поново доведу избегли становници. Те планове спречио је наставак рата у коме Византинци неколико година касније односе коначну победу.